# Kapela Svetog Ivana Trogiranina
Kapela Svetog Ivana Trogiranina jedan je od najljepših renesansnih spomenika u Europi. Nalazi se uz sjeverni zid trogirske katedrale na mjestu gdje se do tada nalazila jedna kuća. Prema Radovanu Ivančeviću, kapela sv. Ivana Trogirskog je „najskladnija arhitektonsko-skulptoralna cjelina interijera što ju je umjetnost rane renesanse ostvarila u Europi“.

## Povijest i odlike
Dana 4. siječnja 1468. godine, Andrija Aleši i Nikola Firentinac potpisuju s trogirskim kaptolom ugovor o izgradnji kapele sv. Ivana Trogirskog. Predviđen je prostor uz sjeverni zid katedrale na mjestu gdje se do tada nalazila jedna kuća. Kao i na primjeru trogirske krstionice, prostorna koncepcija kapele je rađena prema prostornoj koncepciji Jupiterova hrama u Dioklecijanovoj palači. No ovaj put je svod, za razliku od krstionice, bačvasti. U dvadeset šest kazeta svoda uklesane su glave serafina što je prema Andriji Mutnjakoviću „jedinstvena kompozicija nepoznata do tada u renesansnoj umjetnosti“. Zidovi kapele podijeljeni su u četiri zone: podnožje u obliku klupe, friz s puttima bakljonošama, središnju zonu s nišama za skulpture i atiku s kružnim prozorskim otvorima.
Osobito je dojmljiv friz putta- bakljonoša postavljen iznad podnožne klupe. Putti- bakljonoše izlaze iz odškrinutih vrata Hada s bakljom koja simbolizira gašenje života. Motiv je preuzet s rimskih sarkofaga i ima jasno simboličko značenje koje nas upućuju na funkciju kapele a to je smrt, odnosno počivalište biskupa Ivana Trogirskog umrlog 1111. godine. Pretpostavlja se da je Aleši izradio barem osam od ukupno devetnaest putta, dok je ostale izradio Nikola Firentinac.
Središnja zona kapele oblikovana je dubokim ovalnim nišama s motivom školjke na vrhu. Između niša su postavljeni tordirani stupovi sa stiliziranom korintskim kapitelima. U devetnaest niša smješteni su kipovi apostola i Krista okruženog anđelima.
Zanimljivo je istaknuti da gornju atiku s okruglim prozorskim otvorima ne nose korintski kapiteli tordiranih stupova, kako bi bilo za očekivati, već razigrani putti koji rukama pridržavaju vijenac.
Kiparski radovi u kapeli odaju nekoliko različitih autorskih rukopisa. Iako je utvrđivanje autorstva pojedinih djela izazvalo mnogobrojne stručne polemike. Prihvaćeno mišljenje je da su skulpture u nišama radili sljedeći autori:
1. Sveti Jeronim - Andrija Aleši
2. Toma Apostol - Ivan Duknović
3. Sveti Ivan Evanđelist - Ivan Duknović
4. Neutvrđeni svetac - Nikola Firentinac
5. Sveti Pavao - Nikola Firentinac
6. Sveta Marija - Nikola Firentinac
7. Isus Krist - Nikola Firentinac
8. Sveti Ivan Krstitelj - Andrija Aleši
9. Ivan Krstitelj - Nikola Firentinac
10. Ivan Evanđelist - Nikola Firentinac
11. Sveti Filip - Nikola Firentinac
12. Neutvrđeni svetac - Andrija Aleši

Kipovi za niše se klešu između 1482. do 1559. godine, dok kipovi Navještenja na ulaznom luku kapele nastaju u najranijoj fazi izgradnje. Kip Djevice Marije pripisuje se Alešiju a kip Anđela atribuiran je kao rad Nikole Firentinca. Reljef Krunjenje Bogorodice, koji se nalazi iznad svečeva sarkofaga izradio je Nikola Firentinac. Firentinac je također bio izradio za kapelu i poprsje Boga Oca u središnjoj zoni svoda. Tijekom 18. stoljeća to je poprsje zamijenjeno baroknom kopijom. 
U kapeli su se također nalazile i četiri skulpture apostola Alessandra Vittorije koje su nakon baroknih preinaka premještene uz atiku zvonika.
Tijelo sv. Ivana preneseno je u kapelu 1681. godine. Mramorni anđeli na oltaru izrađeni su 1773. godine. Do 1883. godine kapela je služila i kao mauzolej trogirskih biskupa.

## Poveznice
- Renesansa u Hrvatskoj

## Vanjske poveznice
- Miranda Jurko, Obnovljena kapela bl. Ivana Trogirskog u katedrali sv. Lovre u Trogiru (Nedjeljni Vjesnik, 11. kolovoza 2002.) (PDF)